# Bộ đồ ăn

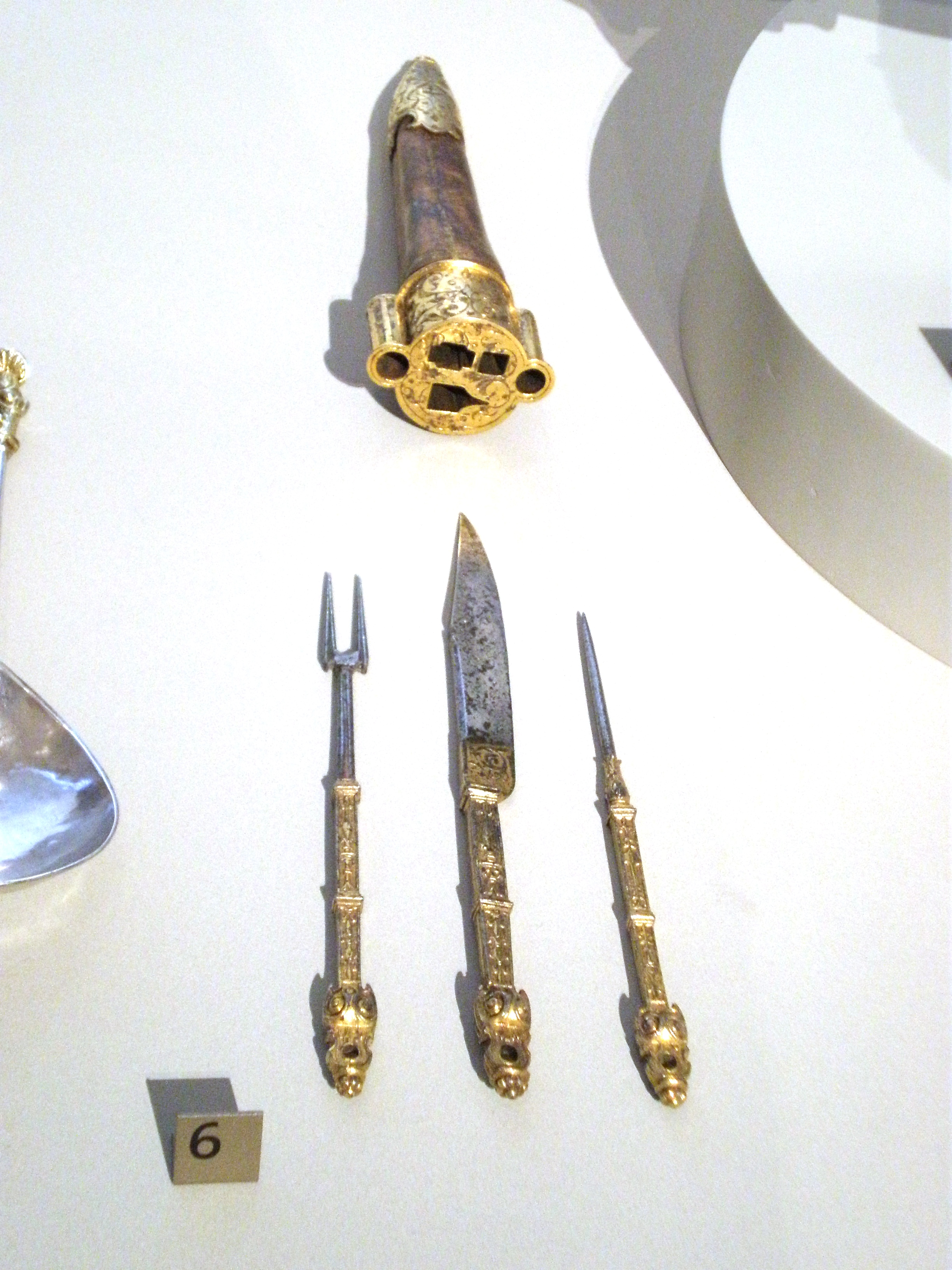
Bộ đồ ăn du lịch Pháp, 1550 Tiết1600, Bảo tàng Victoria và Albert

Dụng cụ ăn hay bộ đồ ăn (tạm dịch từ cutlery) bao gồm bất kỳ dụng cụ tay nào được sử dụng trong việc chuẩn bị, phục vụ và đặc biệt là ăn thực phẩm trong văn hóa phương Tây. Thành phố Sheffield ở Anh nổi tiếng về sản xuất dao kéo từ thế kỷ 17 và một chuyến tàu - Master Cutler - chạy từ Sheffield đến London được đặt theo tên của ngành công nghiệp này. Mang bộ đồ ăn giá cả phải chăng đến với công chúng, và thép không gỉ đã được phát triển ở Sheffield vào đầu thế kỷ 20.
Bộ đồ ăn thường được gọi là đồ dùng bằng bạc (silverware) hoặc flatware ở Hoa Kỳ, trong đó dao kéo thường có nghĩa là dao và dụng cụ cắt liên quan. Mặc dù thuật ngữ silverware được sử dụng bất kể thành phần vật liệu của đồ dùng, thuật ngữ bộ đồ ăn đã được sử dụng để tránh hàm ý rằng chúng được làm bằng bạc.
Các mặt hàng chính của bộ đồ ăn trong văn hóa phương Tây là dao, nĩa và thìa. Ba dụng cụ này lần đầu tiên xuất hiện cùng nhau trên các bàn ở Anh trong thời đại George. Trong thời gian gần đây, các phiên bản lai của dao kéo đã được thực hiện kết hợp chức năng của các dụng cụ ăn uống khác nhau, bao gồm cả spork (spoon/fork), spife (spoon/knife) và knork (knife/fork) hoặc sporf kết hợp cả ba thứ trên.